# Tadeusz Paciorkiewicz
Tadeusz Paciorkiewicz (Sierpc, 17 oktober 1916 – Warschau, 21 november 1998) was een Pools componist, muziekpedagoog en organist. Hij was het achtste en jongste kind van het echtpaar Teofil Paciorkiewicz en Józefa Frejlich.

## Levensloop
Paciorkiewicz studeerde aanvankelijk aan de Bisschoppelijke orgelschool te Płock. Al tijdens zijn studiejaren werkte hij als organist in de kapel van het Bejaardenhuis Sint Joseph en de kapel van het ziekenhuis van de heilige Drievuldigheid om een bijdrage voor de kosten van zijn studie te verdienen. Hij studeerde van 1936 tot 1939 aan de Frédéric Chopin Muziekacademie (Pools: Akademia Muzyczna im. Fryderyka Chopina) te Warschau bij Bronisław Rutkowski orgel. Ook in Warschau moest hij een groot deel van zijn studiekosten door de verdiensten als organist in kerken opbrengen. Zo was hij bijvoorbeeld organist aan de Kerk van de Jezuïeten in de Świętojańska Straat in Warschau.
Vanaf 1943 en na de oorlog werkte hij als orgelvirtuoos en koorleider en studeerde tegelijkertijd compositie bij Kazimierz Sikorski aan de Grażyna en Kiejstut Bacewicz Muziekacademie Łódź (Pools: Akademia Muzyczna im. Grażyny i Kiejstuta Bacewiczów w Łodzi). In februari 1945 vertrok hij naar Płock en richtte aldaar de muziekschool "Karol Szymanowski" op, die hij tot 1949 ook leidde. Aanvankelijk een school voor beroeps- en basisonderwijs werd zij in 1949 uitgebreid end bereikte het karakter van een middelbare school voor muziek. De school werd al snel een basis van het muzikale leven in Płock en het omliggende gebied. Een focus was gelegd op de opleiding van koren en dirigenten van amateurkoren en er was ook een sectie voor theater.
In 1947 debuteerde Paciorkiewicz als concertorganist in een opname voor de Poolse radio.
In 1949 verhuisde Paciorkiewicz met zijn hele familie naar Łódź, waar hij zich volledig op het componeren en lesgeven concentreerde. Hij was docent voor harmonie, contrapunt en andere muziektheoretische vakken aan de Grażyna en Kiejstut Bacewicz Muziekacademie Łódź en bleef in deze functie tot 1959. Vanaf 1954 begon hij parallel als docent te werken aan de "Państwowa Wyższa Szkoła Muzyczna (Staatshogeschool voor Muziek)", de voorloper van de Frédéric Chopin Muziekacademie in Warschau. In 1959 vertrok hij met zijn familie helemaal naar Warschau en was werkzaam als componist en professor aan de "Państwowa Wyższa Szkoła Muzyczna (Staatshogeschool voor Muziek)". Hier werd hij later ook hoofd van de afdeling muziektheorie en van 1963 tot 1969 Decaan van de faculteit voor compositie, muziektheorie en dirigeren. Tussen 1969 en 1971 was hij rector van de universiteit. Voor zijn onderwijs en creatief werk ontving hij vele onderscheidingen en prijzen. Tot zijn leerlingen behoorden Marta Ptaszyńska, Zbigniew Bagiński, Stanisław Moryto en de jongste Andrzej Matuszewski.
Zijn muzikaal oeuvre omvat alle genres van de instrumentale muziek, vocale en vocaal-instrumentale werken, in het totaal meer dan 370. Hij schreef werken voor muziektheater (opera's, balleten), werken voor orkest (symfonieën, concerten etc.), werken voor harmonieorkest, kerkmuziek (missen, cantates, oratoria, motetten, koralen etc.), vocale en kamermuziek, maar ook filmmuziek.

## Composities

### Werken voor orkest

#### Symfonieën
- 1953 Symfonie nr. 1
- 1956 Symfonie nr. 2
- 1988-1989 Symfonie nr. 3
- 1992 Symfonie nr. 4

#### Ouverturen
- 1946 Ouverture, voor groot orkest
- 1963 Uwertura radosna (Plechtige ouverture), voor klein orkest

#### Concerten voor instrumenten en orkest
- 1951 Concert nr. 1, voor piano en orkest
- 1954 Concert nr. 2, voor piano en orkest
- 1955 Concert, voor viool en orkest
- 1967 Concert nr. 1, voor orgel en orkest
- 1968 Divertimento, voor klarinet en strijkorkest
- 1971 Concert, voor trombone en orkest
- 1974 Concertino, voor fagot en orkest
- 1976 Concert, voor altviool en orkest
- 1978 Koncert barokowy (Concerto alla barocco), voor klavecimbel en klein orkest
- 1979 Concert, voor harp, dwarsfluit en strijkers
- 1982 Concert, voor hobo en orkest
- 1983 Concert, voor twee violen en orkest
- 1986 Concert, voor trompet en orkest
- 1988 Concert nr. 2, voor orgel en strijkorkest
- 1990 Concert, voor altviool, orgel en orkest
- 1991 Concert, voor cello en kamerorkest

#### Andere werken voor orkest
- 1948 Suita kurpiowska (Huwelijkssuite), voor klein orkest
- 1951 Kleine Poolse triptiek, voor orkest
- 1960 Suita z baletu "Legenda Warszawy" (Suite uit het ballet "De legende van Warschau), voor orkest
- 1966 Adagio i Allegro, voor strijkorkest
- 1969 Elegia, voor hobo en strijkorkest
- 1980 Tajlandzki hymn narodowy (Volkslied van Thailand), voor orkest
- 1984 Moderato grazioso (Allegretto grazioso), voor piano en orkest
- Elegia, voor trompet en strijkers
- Impresje taneczne (Dansimpressies), suite voor strijkorkest

### Werken voor harmonieorkest
- 1963 Uwertura radosna (Plechtige ouverture), voor groot harmonieorkest
- 1968 Fantazja żołnierska (Soldaten fantasie), voor groot harmonieorkest
- 1974 Concert, voor trombone en harmonieorkest
- 1974 Uwertura jubileuszowa (Jubileumouverture), voor groot harmonieorkest
- 1977 Uwertura uroczysta - (Feestelijke ouverture), voor groot harmonieorkest
- 1978 Mars nr. 1, voor groot harmonieorkest
- 1978 Marsz paradny (Mars nr. 2), voor groot harmonieorkest
- 1979 Polski hymn narodowy "Jeszcze Polska nie zginęła" (Pools volkslied "Nog is Polen niet verloren"), voor harmonieorkest
- 1982 Marsz żałobny nr 1 (Treurmars nr. 1), voor harmonieorkest
- 1982 Marsz żałobny nr 2 (Treurmars nr. 2), voor harmonieorkest
- 1984 Muzyka koncertująca (Concertante muziek), voor groot harmonieorkest

### Missen, oratoria, motetten en andere kerkmuziek
- 1943 Msza ku czci św. Antoniego Padewskiego (Mis ter ere van St. Antonius van Padua), voor 3 gelijke stemmen
- 1943 Ostatnia wieczerza (Het laatste avondmaal), lied voor mannenstem en piano
- 1943 Responsoria na Boże Ciało (Responsorium "Corpus Christi"), 6 liederen voor gemengd koor a capella
- 1943 Rozmyślajmy dziś (Mediteer vandaag), lied voor gemengd koor en orgel
- 1943 Wisi na krzyżu (I), koraal voor gemengd koor en orgel
- 1943 Wisi na krzyżu (II), koraal voor gemengd koor en orgel
- 1946 Pieśni maryjne (Lied van de Maagd Maria), voor driestemmig gemengd koor a capella
- 1951 Ja wiem, w kogo ja wierzę (Ik weet in wie ik geloof), eucharistische hymne voor zangstem en orgel
- 1951 Pan Jezus już się zbliża (Jesus komt nu), eucharistische hymne voor zangstem en orgel
- 1951 Już gościsz, Jezu, eucharistische hymne voor zangstem en orgel
- 1954 Witaj nam Jezu, kerstlied voor gemengd koor
- 1956 Pani Aniołów (Panis Angelicus), lied voor gemengd koor a capella
- 1957 Urząd Zbawienia Ludzkiego, lied voor de advent voor twee-, drie- of vierstemmig gemengd koor a capella
- 1958 Alleluja, Jezus żyje ... (Hallelujah, Jezus leeft ...), voor gemengd koor a capella
- 1967 Symphonia de Nativitate - (Kerstsymfonie), van een anonieme Poolse componist uit 1759 reconstructie voor strijkorkest
- 1972 De Revolutionibus, oratorium voor sopraan, alt, tenor, bas, spreker, gemengd koor, knapenkoor, orgel en orkest  (Gecomponeerd ter gelegenheid van de 500e verjaardag van Nicolaas Copernicus)
- 1973 Missa brevis,  voor gemengd koor en orgel
- 1973 Introit "Protector noster", motet voor gemengd koor a capella
- 1974 2 psalmy (2 psalmen), voor hoge stem en orgel
- 1977 Chorał, voor vier trombones
- 1978 Ave Regina caellorum, voor gemengd koor a capella[1]
- 1982 Myśląc Ojczyzna, 2 liederen voor zesstemmig gemengd koor a capella
- 1984 Alleluja, voor gemengd koor a capella
- 1984 Alleluja, przyjdź Duchu Św. (Hallelujah, Kom, Heilige Geest), voor gemengd koor a capella
- 1984 Litania Polska, voor gemengd koor a capella
- 1985 2 chorały na organy (2 Fantazje chorałowe), voor orgel
- 1986 Adoro te devote, lied voor zangstem en orgel
- 1986 Jesu dulcis memoria, eucharistische hymne voor hoge stem en orgel
- 1990 Lauda Sion, dialoog voor orgel en harp
- 1991 Ave Maria, voor gemengd koor en orgel
- 1991 Gdy się Chrystus rodzi (Christus is geboren), kerstlied voor viool en twee altviolen
- 1991 Przybieżeli do Betlejem, kerstlied voor viool en twee altviolen
- 1991 Veni Creator, lied voor Pinksteren voor gemengd koor en orgel
- 1993 Psalm 150 "Laudate Dominum", voor vijfstemmig gemengd koor en orgel
- 1996 Ave Maria, voor gemengd koor, twee violen, cello en orgel
- Pieśni do mszy świętej, voor gemengd koor a capella
- A wczora z wieczora (En gisteren in de avond), lied voor de kerstnacht voor gemengd koor a capella
- Bóg się rodzi (God is geboren), kerstlied voor orgel
- Chwała i dziękczynienie (I) (Lof en dank), orgelbegeleiding voor het lied
- Chwała i dziękczynienie (II) (Lof en dank), orgelbegeleiding voor het lied
- Niechaj będzie pochwalony, orgelbegeleiding voor het lied
- Pieśni do mszy świętej, voor gemengd koor a capella
- Po upadku, orgelbegeleiding voor het lied
- Przed tak wielkim..., orgelbegeleiding voor het lied
- Prześliczna Panno (Mooie mis), voor twee-, of drie- of vierstemmig gemengd koor a capella
- Witaj mój Jezu (I), kerstlied voor gemengd koor
- Witaj mój Jezu (II), kerstlied voor gemengd koor

### Muziektheater

#### Opera's
| Voltooid in | titel                               | aktes       | première                  | libretto                                       |
| ----------- | ----------------------------------- | ----------- | ------------------------- | ---------------------------------------------- |
| 1962        | Usziko (Kochankowie) - radioopera   | 1 akte      |                           | Zbigniew Kopalko                               |
| 1964        | Romans gdański (Romance uit Gdańsk) | 4 bedrijven | 1968, Łódź, Groot theater | Deotyma pseudoniem van Jadwiga Łuszczewska     |
| 1967        | Ligeja - radioopera                 |             |                           | Zbigniew Kopalki naar Herodotus en Archilochus |

#### Balletten
| Voltooid in | titel            | aktes                   | première | libretto | choreografie |
| ----------- | ---------------- | ----------------------- | -------- | -------- | ------------ |
| 1959        | Legenda Warszawy | 2 bedrijven en 3 scènes |          |          | Irena Turska |

### Werken voor koor
- 1946 10 pieśni kurpiowskich (10 liederen uit Kurpie (Podlachië)), voor gemengd koor a capella
- 1946 Po cóżeście przyjechali, lied voor mannenkoor
- 1947 Hej tam w polu (Hey daar in het veld), volkslied voor gemengd koor a capella
- 1948 Z chopinowskich pieśni (Met zang in de stijl van Chopin), cantate voor gemengd koor a capella
- 1949 Kołysanka robotnicza, voor twee-, drie- of vierstemmig koor
- 1949 Łodzianka, lied voor twee-, drie- of vierstemmig gemengd koor
- 1949 Mazur kajdaniarski, voor twee-, drie- of vierstemmig gemengd koor
- 1950 Cyraneczka, lied voor gemengd koor a capella
- 1952 Pieśni o Mazowszu, Wiśle i Warszawie, cantate voor gemengd koor a capella
- 1954 10 pieśni śląskich (10 liederen uit Silezië), voor gemengd koor
- 1956 Wycinanki z morskiej pianki, kleine cantate voor driestemmig kinderkoor en blaaskwintet
- 1961 Ojczyzna (Vaderland), lied voor vrouwenkoor of mannenkoor of gemengd koor a capella
- 1964 Warszawa (Warschau), lied voor driestemmig kinderkoor a capella
- 1969 Ballada o dwóch kosach (Ballade van de twee kosaken), voor unisono koor
- 1969 Zieleń (Groen), een lied voor drie gelijke stemmen a capella
- 1977 Orfeusz w lesie - (Orpheus in het woud), cantate voor zesstemmig gemengd koor a capella
- 1978 Mowo polska, lied voor 3 gelijke stemmen (vrouwen- of kinderkoor) a capella
- 1978 Na most warszawski, motet voor gemengd koor a capella
- 1982 Myśląc Ojczyzna (Denken aan het vaderland), 2 liederen voor zesstemmig gemengd koor a capella
- 1983 Tryptyk warszawski, 3 liederen voor gemengd koor a capella
- 1985 Kiedy zbawcę narodu, lied voor gemengd koor a capella
- 1987 Hymn Towarzystwa Naukowego Płockiego, voor gemengd koor en orkest
- 1987 Hymn Towarzystwa Naukowego Płockiego, voor mannenkoor en piano
- 1988 Sen żołnierza (Soldatendroom), lied voor gemengd koor a capella
- 1990 4 weselne pieśni kurpiowskie (Vier bruiloft liedjes uit Kurpie (Podlachië)), voor vierstemmig mannenkoor a capella
- 1993 Pieśń o żołnierzach z Westerplatte (Lied van de soldaten op de Westerplatte), voor mannenkoor of gemengd koor
- A jak śpiewać, to już śpiewać, koraal voor drie gelijke stemmen
- Nim przyjdzie wiosna, nim przyjdą mrozy - (Voordat de lente komt, zal het vorst geven), lied voor gemengd koor

### Vocale muziek
- 1937 Gdzieżeś mi się podziała (Waar ben ik gebleven), lied voor zangstem en piano
- 1945 Ja za wodą, ty za wodą, lied voor sopraan en piano
- 1949 Czemuście mnie mamuliczko, lied voor sopraan, gemengd koor en klein orkest
- 1949 Czerwona Łódź, kleine cantate voor gemengd koor en orkest
- 1950 Cyraneczka, lied voor solo sopraan en piano
- 1950 Leciały guńsańki, lied voor sopraan en piano
- 1950 Oda do młodości (Ode aan de jeugd), cantate voor 4 solostemmen, gemengd koor en orkest
- 1951 Oj, już dobranoc, voor zangstem en piano
- 1951 Piosenka śląska (Silezisch lied), voor sopraan en piano
- 1951 Tryptyk kurpiowski  (Kurpie (Podlachië) Drieluik), 3 stukken voor solostemmen, koor en harmonieorkest
- 1953 Ballada o pięknej Mariannie i dwóch aniołach (De Ballade van de prachtige Marianne, en twee engelen), voor zangstem en piano
- 1953 Piosenka o Piaście i Rzepisze, voor zangstem en piano
- 1953 Piosenka staromiejska (Lied van de oude stad), voor zangstem en piano
- 1953 Twoje imię, lied voor zangstem en piano
- 1954 Kołysanka (Kinderliedje), voor zangstem en piano
- 1960 Ciężar ziemi (1), vijf liederen voor sopraan en piano
- 1966 Muzyka (Muziek), voor mezzosopraan en viool
- 1966 Muzyka (Muziek), voor sopraan en viool
- 1967 Ciężar ziemi (2), vijf liederen voor sopraan en orkest
- 1967 Kotek i myszka (1) (Kat en muis), voor zangstem en piano
- 1967 Kotek i myszka (2) (Kat en muis), voor zangstem en piano
- 1967 Piosenka o półtonach (Lied van halve tonen), voor zangstem en piano
- 1967 Piosenka o prymie*, voor zangstem en piano
- 1967 Smutna piosenka (Droevig lied), voor zangstem en piano
- 1967 Spada półton, voor zangstem en piano
- 1967 Wesoła piosenka, voor zangstem en piano
- 1969 A peasant, a fox and a dog, cantate voor vijf solostemmen, gemengd koor en harmonieorkest
- 1969 Kantata "Chłop, lis i pies" (Cantate, "De boer, een vos en een hond"), voor vijf solisten, gemengd koor en instrumentaal ensemble
- 1973 Rymy staromiejskie (Rijmpjes uit de oude stad), voor zangstem en piano
- 1974 Siurpryza żoliborska, ballade voor bariton en piano
- 1980 Kantata "Śpiewy o Warszawie" (De liederen van Warschau), cantate voor mannenkoor en orgel (of orkest)
- 1980 Oda do młodości (Ode aan de jeugd), cantate voor 4 solostemmen, gemengd koor en orkest
- 1990 5 pieśni olsztyńskich (5 stukken uit Olsztyn), voor hoge stem en piano
- Pilny uczeń, voor zangstem en piano
- Piosenka o trąbce (Lied van de trompet), voor zangstem en piano
- Piosenka przednutowa, voor zangstem en piano

### Kamermuziek
- 1946 Temat z wariacjami (Thema en variaties), voor strijkkwartet
- 1951 Blaaskwintet
- 1953 Sonatina, voor fagot en piano
- 1954 Andante con variazioni, voor viool en piano
- 1954 Sonata in F majeur, voor viool en piano
- 1955 Sonatina, voor twee violen
- 1957 Fantazja, voor viool en piano
- 1960 4 kaprysy - 4 (Capricen) (quasi una sonata), voor klarinet en piano
- 1960 Strijkkwartet nr. 1
- 1962 Duet koncertujący (Duo concertante), voor orgel en piano
- 1963 Muzyka, voor harp, dwarsfluit, hobo, klarinet, hoorn en fagot
- 1963 Trio stroikowe, voor hobo, klarinet en fagot
- 1966 Trio, voor dwarsfluit, altviool en harp
- 1968 Divertimento, voor klarinet en piano
- 1971 Mała suita (Kleine suite), voor vier hoorns
- 1972 Pianokwintet
- 1972 6 miniatur (Zes miniaturen), voor 4 trombones
- 1973 Duet koncertujący (Duo concertante), voor klarinet en piano in twee delen
- 1974 Duet koncertujący (Duo concertante), voor altviool en piano
- 1974 Sonata, voor cello en piano
- 1976 Duet, voor klarinet en hoorn
- 1976 Sonata, voor twee altviolen
- 1978 Muzyka kameralna (Kamermuziek), voor twee koperkwartetten
- 1979 Polski hymn narodowy "Jeszcze Polska nie zginęła" (Pools volkslied "Nog is Polen niet verloren", voor strijkkwartet
- 1980 Preludia, voor blaaskwintet
- 1982 Strijkkwartet nr. 2
- 1984 Andante, voor viool en orgel
- 1984 Andante lirico, voor strijkers
- 1985 3 momenty muzyczne (3 Moments musicale), voor 5 klarinetten
- 1987 Decet, voor dwarsfluit, hobo, klarinet, hoorn, fagot, 2 violen, altviool, cello en contrabas
- 1987 Refleksje, voor trompet en orgel
- 1988 Allegro, voor klarinet en hoorn
- 1988 Aria, voor altviool en orgel
- 1988 Kwintet, voor fluitkwintet
- 1988 Sonata, voor altviool en piano
- 1991 Andante calmato, voor cello en orgel
- 1991 Music for ten
- 1996 Andante, voor viool en altviool
- Andante con melancolia, voor viool en piano

### Werken voor orgel
- 1968 Fantazja gotycka (Gotische fantasie)
- 1975 Toccata II
- 1976 Tryptyk (Triptychon)
- 1981 Preludium
- 1984 Małe preludium i fuga nr 1
- 1984 Małe preludium i fuga nr 2
- 1984 Małe preludium i fuga nr 3

### Werken voor piano
- 1941 Preludium
- 1950 Sonatina koncertowa (Sonatina concertant)
- 1951 3 etiudy (3 Etudes)
- 1951 4 etiudy na podwójne dźwięki (4 Etudes), voor piano vierhandig of twee piano's
- 1951 Mały tryptyk polski (Kleine Poolse triptiek)
- 1952 Etiuda (Etude)
- 1952 Inwencja (Inventie)
- 1952 Sonatina
- 1953 Preludium
- 1953 Wspomnienie
- 1957 Mazurek (Mazurka), voor piano vierhandig
- 1965 4 bagatele (4 Bagatellen)
- 1970 Preludium

### Werken voor harp
- 1951 Improwizacja (Improvisatie)
- 1975 3 utwory (Tryptyk) (3 stukken (drieluik)

### Filmmuziek
- 1951 Lis chytrusek
- 1957 W gromadzie ducha puszczy
- 1958 Szewczyk Dratewka
- 1959 ABC malarstwa
- 1959 Pyza

## Media
1. ↑  Ave Regina caellorum Inowrocławski chór Inovroclaviensis o.l.v. Danuta Szyma

- Bibliothèque nationale de France: cb16405762c (data)
- Gemeinsame Normdatei: 12110494X
- International Standard Name Identifier: 0000 0000 8367 3876
- Library of Congress Control Number: n81023045
- Nationale Bibliotheek van Letland: 000178709
- MusicBrainz: 1b8dafda-88ff-46de-b2a8-a92bfdf4f85b
- Nationale Bibliotheek van Tsjechië: xx0112820
- Nationale Bibliotheek van Israël: 987007416982105171
- Nederlandse Thesaurus van Auteursnamen: 097071404
- Virtual International Authority File: 27918624
- WorldCat: E39PBJfx7YRxtDTRVPF9kd9Rrq